# Гамильтон, Элен
Элен Гамильтон-О’Нил (англ. Elaine Hamilton-O’Neal, 13 октября 1920, Парадайз, штат Мэриленд — 15 марта 2010, Вудсток, Мэриленд) — американская художница-абстракционистка и альпинистка.

## Жизнь и творчество
Элен Гамильтон изучала живопись в различных высших школах искусств — в Институте искусств Мэриленда, под руководством Роберта Бракмана; на курсах Студенческой художественной лиги в Нью-Йорке; в Национальном политехническом институте Мехико под руководством Диего Риверы; во флорентийской Академии изящных искусств. Писала свои картины как в реалистической манере, так и в абстрактной. Находилась под творческим влиянием известного французского искусствоведа Мишеля Тапи, а также мексиканского художника Хосе Ороско.
Участница международных художественных выставок — в США, Мексике, Южной Азии, Японии и в различных странах Европы; также успешно проводила персональные выставки своих работ. Дважды участвовала в Венецианских биеннале, в 1968 году завоевала 1-й приз на биеннале в Ментоне. В последний свой творческий период обратилась к «живописи действия» (action painting).
Элен Гамильтон известна также как альпинистка высшего класса, более 30 лет посвятившая восхождениям на вершины Гималаев (участница K2-экспедиций). В 1959 году она впервые посещает Пакистан с целью организации здесь своей выставки, и получает от министра иностранных дел страны разрешение на проведение первой горной К2-экспедиции. Она послужила художнице для реализации её творческих фантазий и послужила материалом для её первой полностью абстрактной картины Burst Beyond the Image. В последующие годы Гамильтон совершает ещё восемь восхождений в Гималаях к различным их вершинам. Неоднократно посещала Сикким и имела дружеские отношения с его правителем Таши Намгьялом и членами его королевской семьи. В Сиккиме художница познакомилась и открыла для себя буддийское учение.
В 1942 году она в Мехико выходит замуж за Уильяма О’Нила. В 1950-е годы их семья проживает в Алабаме. В начале 1960-х годов Гамильтон живёт в Париже. В 1971 она приобретает во Франции замок, в котором и проводит последние 30 лет своей жизни.
В 1950-1960-е годы работы художницы выставляются в Италии — на биеннале в Венеции (1956 и в 1958 годах), в Риме и Милане, в галерее Уффици во Флоренции. Выставка её картин состоялась также Пакистанском культурном центре в Карачи. Несмотря на частые путешествия в течение 1950-х годов, Гамильтон дважды (в 1952 и в 1959) удостаивается премии на художественных выставках Балтиморского музея искусств в своём родном штате Мэриленд.
Персональные выставки Гамильтон проходили в крупнейших музеях и картинных галереях в различных частях света — Вашингтоне (галерея Конкоран), Нью-Йорке (Музей американского искусства Уитни), Риме, Турине, Токио, Осаке, Мехико, Карачи. Занималась также монументальной живописью.

## Галерея
- Элен Гамильтон, "Sans titre," 1960
- Элен Гамильтон, Абстрактная фигура
- Три работы кисти Э.Гамильтон